# Janusz Wichowski
Janusz Wiktor Wichowski (Chełm, 6 ottobre 1935 – Valenciennes, 31 gennaio 2013) è stato un cestista e allenatore di pallacanestro polacco.

## Carriera
Con la Polonia ha disputato due edizioni dei Giochi olimpici (Roma 1960, Tokyo 1964), i Campionati mondiali del 1967 e cinque edizioni dei Campionati europei (1957, 1959, 1961, 1963, 1965).

## Palmarès

### Giocatore
- Campionato polacco: 4

Polonia Varsavia: 1958-59
Legia Varsavia: 1960-61, 1962-63, 1965-66
- Coppa di Polonia: 1

Legia Varsavia: 1968